# Астраханит
Астрахани́т (блёдит) — минерал, водный сульфат натрия и магния. Соль тёмного цвета, добываемая из астраханских солёных озёр хлорид-сульфатного типа и каспийского залива Кара-Богаз-Гол. Na2SO4·MgSO4·4H2O. Другое, общепринятое в наст. время название — блёдит — в честь немецкого химика К. Блёде (нем. Carl August Blöde; 1773—1820). Растворим в холодной воде, на вкус слабо горько-солёный.
Астраханит состоит из глауберовой соли (сульфат натрия) Na2SO4 и горькой соли (сульфат магния) MgSO4. Растёт очень медленно из рапы при понижении температуры в водоёмах.
Сульфат натрия применяют при производстве стёкол, при получении целлюлозы, в текстильной, мыловаренной и кожевенной промышленности.